# Feng Gao
Gao feng est une judokate chinoise née le 2 février 1982 qui s'illustre dans la catégorie des -48 kg .

## Palmarès
Gao Feng a obtenu la médaille de bronze aux Jeux olympiques d'été de 2004 en -48 kg. En 2007, Elle revenu aux plus haut niveau en montant sur le podium du tournoi de Hambourg. L'année suivante, elle remporta le tournoi de Paris suivi du tournoi de Budapest.